# Vuolimuš Cuokkajávri
Vuolimuš Cuokkajávri eller Vuolimus Tsuoggajavri eller Tsuoggasistjävri är en sjö i Finland. Den ligger i kommunen Utsjoki i landskapet Lappland, i den norra delen av landet, 1 000 km norr om huvudstaden Helsingfors. Vuolimuš Cuokkajávri ligger 230,1 meter över havet. Omgivningarna runt Vuolimuš Cuokkajávri är i huvudsak ett öppet busklandskap. Arean är 35,1 hektar och strandlinjen är 5,08 kilometer lång. Sjön  ingår i Tana älvs huvudavrinningsområde. 